# Heinz Küppenbender
Heinrich "Heinz" Küppenbender (* 23. Februar 1901 in Waldniel bei Mönchengladbach; † 4. Juli 1989) war ein deutscher Manager.
Küppenbender studierte an der Technischen Hochschule Aachen, wo er 1924 sein Diplom als Maschinenbaukonstrukteur machte und von 1926 bis 1927 als Assistent tätig war. Seit 1927 war er für die Firma Carl Zeiss in Jena tätig. Von 1929 bis 1941 war er Chefkonstrukteur bei Zeiss Ikon, und seit 1941 Mitglied der Geschäftsleitung der Firma Carl Zeiss in Jena. 1942 wurde er zum Wehrwirtschaftsführer ernannt. Von 1947 bis 1972 war er Technischer Leiter bei Carl Zeiss in Oberkochen sowie von 1966 bis 1970 Mitglied der Bildungskommission des Deutschen Bildungsrates. Von 1953 bis 1956 war Küppenbender Vorstandsmitglied des Vereins Deutscher Ingenieure (VDI).
Er konstruierte die Contax, erste Kleinbildkamera des Zeiss Ikon Konzerns, die 1932 auf den Markt kam.
Seit 1922 war er Mitglied der katholischen Studentenverbindung KDStV Franconia Aachen.

## Auszeichnungen
- 1968: Ehrenbürger von Oberkochen
- 1971: Großes Bundesverdienstkreuz mit Stern